# Raphiocera hoplistes
Raphiocera hoplistes är en tvåvingeart som beskrevs av Christian Rudolph Wilhelm Wiedemann 1830. Raphiocera hoplistes ingår i släktet Raphiocera och familjen vapenflugor. Inga underarter finns listade i Catalogue of Life.